# Mike Delfino

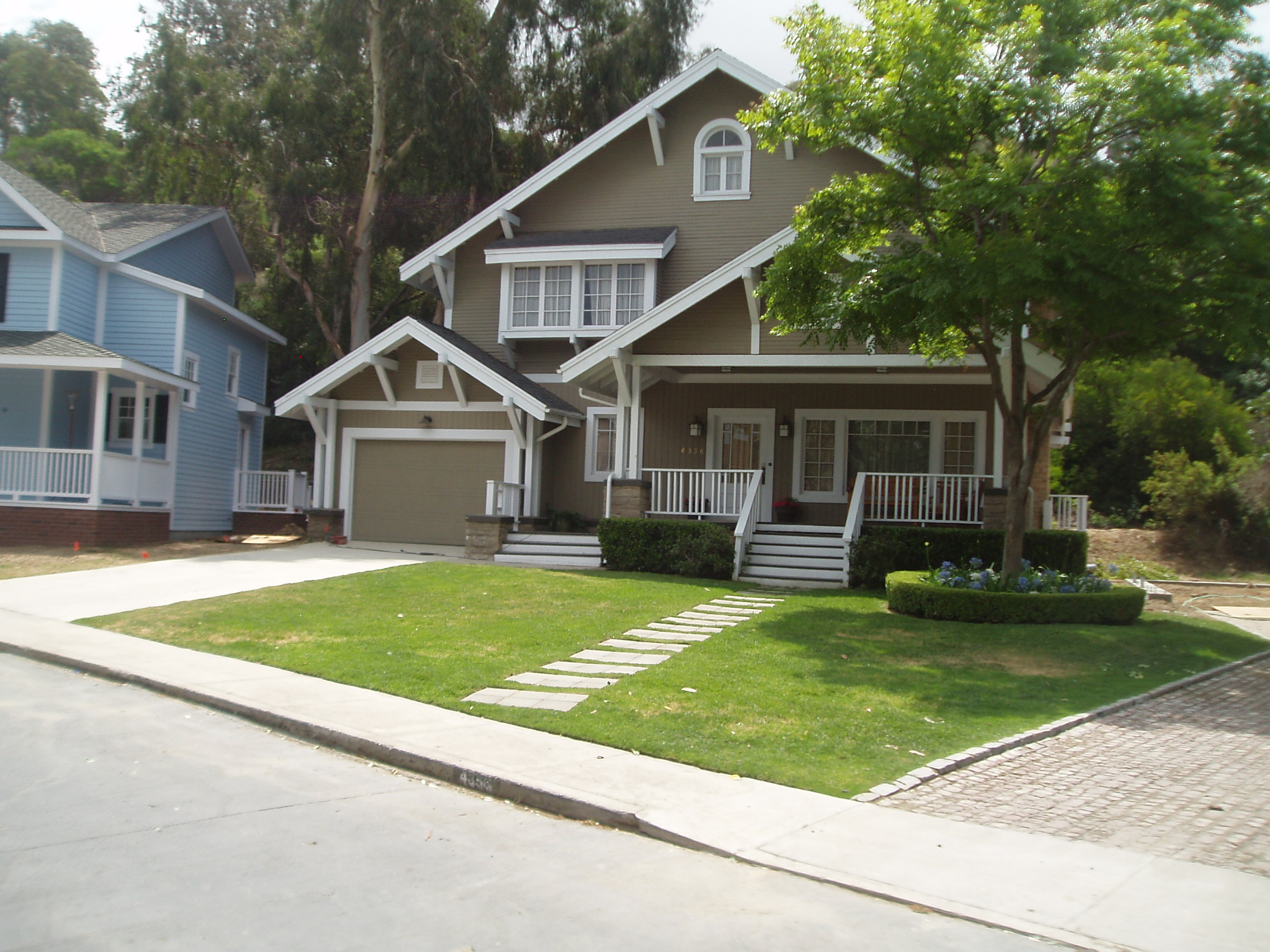
Casa de Mike en Wisteria Lane (Temporada 1, 2, 3 y 5)

Mike Delfino es un personaje de ficción de la serie de televisión Desperate Housewives. El personaje es interpretado por el actor James Denton.

## Primera temporada
Mike Delfino es un hombre que hizo su llegada a Wisteria Lane como un fontanero, pero que en realidad trabaja para encontrar a su exnovia (Evelyn Barrios), que había desaparecido durante años y cuyo padre, Noah, estaba muriendo. Se descubrió que la familia Young tenía una relación con esa muerte y que la piscina familiar contenía los restos mortales de Evelyn. Delfino fue condenado en un momento por consumir drogas y de homicidio cuando accidentalmente mató a un policía corrupto que iba obligar a Evelyn a tener relaciones sexuales.

## Segunda temporada
Mike es el padre biológico de Zach Young. La relación con Susan se hace inestable cuando ella descubre que Mike es el padre de Zach. Susan le da dinero a Zach para que deje la ciudad y busque a su padre adoptivo Paul Young ya que él tenía una obsesión por Julie. Cuando Mike descubre lo que hizo Susan, la deja.
Después de que Edie Britt incendia la casa de Susan, Mike ayuda a Susan a obtener una prueba de que ella incendió la casa. Mike entonces le pide a Susan que considere la posibilidad de pasar tiempo en su casa. Al final de la temporada, Mike le va a pedir matrimonio pero en su camino es arrollado por un coche que conduce el dentista Orson Hodge.

## Tercera temporada
Mike sobrevivió, pero se encontraba en estado de coma, un día despierta después de 6 meses  pero sufrió de amnesia retrógrada, perdiendo los 2 últimos años de su pasado. Habiendo olvidado su relación con Susan Mayer; Edie Britt aprovecha esto para ganárselo. Más tarde visita a un hipnoterapeuta para tratar de recordar lo que ha pasado en su vida, después recuerda todo lo que pasó con Monique Polier y descubre que él no la mató, ya que lo habían acusado de su asesinato. Mike enfrenta a Orson Hodge y lucha contra él. Durante esta lucha, Orson, tratando de eludir a Mike, cayó de la azotea del hospital. La policía liberó a Mike cuando encuentran a Alma Hodge, los dientes de Monique y una nota de suicidio. Susan trata de rehacer su vida junto a Ian y está a punto de casarse pero cuando él se da cuenta de que aún ama a Mike la deja.
Al final, Mike se casa con Susan en el bosque a medianoche. Susan le sorprende con una pequeña boda porque él no podría pagar una costosa boda.

## Cuarta temporada
En el primer episodio de la temporada, Mike y Susan conocen al nuevo vecino Adam Mayfair, que es ginecólogo, y el encargado de comunicarle a Susan que está embarazada lo que lleva a Mike a decirle a Susan que nunca ha sido más feliz. Después, en la casa de Bree Van de Kamp, Mike tomó algunas pastillas y se le cayó una. Bree estudió la pastilla. Cuando se enteró de lo que era, le dijo a Susan que Mike estaba usando drogas. Susan no le cree al inicio, pero después busca por toda la casa hasta que encuentra con la linterna una bolsa llena de estas pastillas. Ella se enfrentó a Mike, luego él derrama las píldoras por el desagüe para convencerla de que no es un adicto. Sin embargo, esa noche, Mike abre la tubería y recupera las píldoras. Tras esto cuando Susan descubre que las sigue tomando le amenaza con dejarlo si no supera la adicción por lo que Mike ingresa en un programa de desintoxicación.
- Datos: Q1088642

## Quinta temporada
Como preliminar a esta temporada Mike y Susan tienen un accidente en el que dos personas, una madre y su hija de la edad de su hijo MJ fallecen, lo que ocasiona su divorcio.
posteriormente en esta temporada entra el personaje de Dave Williams, quien en realidad es Dave Dash, el esposo y padre de las víctimas del fatal accidente, este se casa con Eddie y vive en el mismo vecindario, durante toda la temporada planea su venganza en contra de Mike, Mike comienza una relación con Katherine Mayfer luego de una repentina cita y se mudan juntos aunque al final de la temporada cuando estos iban a ir a casarse a Las Vegas, este descubre el plan de Dave de matar a MJ y la deja en el aeropuerto para ir a salvar a Susan y su hijo.